# Sindel
Sindel (bulgariska: Синдел) är ett distrikt i Bulgarien.   Det ligger i kommunen Obsjtina Avren och regionen Oblast Varna, i den östra delen av landet, 400 km öster om huvudstaden Sofia.
Trakten runt Sindel består till största delen av jordbruksmark. Runt Sindel är det ganska glesbefolkat, med 34 invånare per kvadratkilometer.